# Bistrița, Blagoevgrad
Bistrița (în bulgară Бистрица) este un sat  în Obștina Blagoevgrad, Regiunea Blagoevgrad, Bulgaria.

## Demografie
Componența etnică a satului Bistrița
     Bulgari (98,88%)
     Nicio identificare (1,11%)
     Altele (0%)
La recensământul din 2011, populația satului Bistrița era de 90 locuitori. Din punct de vedere etnic, majoritatea locuitorilor (98,88%) erau bulgari. Pentru 1,11% din locuitori nu este cunoscută apartenența etnică.